# Il Cerchio (casa editrice)
Il Cerchio s.r.l. è una casa editrice  di impostazione cattolica e conservatrice, specializzata nella pubblicazione di testi della tradizione spirituale, della saggistica fantasy e della cultura medievale. È nota anche per la pubblicazione di saggi di storia politica aventi per tema le identità popolari e lo sviluppo della cultura e della coscienza europee.

## La storia
Sulla base dell'esperienza della Cooperativa culturale Il Cerchio, che nel 1978 per iniziativa di un piccolo gruppo di giovani aveva creato l'omonima libreria, nel 1980 nasce la casa editrice Il Cerchio - Iniziative editoriali guidata dallo psicoterapeuta Adolfo Morganti. Quale testo d'esordio la neonata impresa editoriale pubblica il primo saggio italiano dedicato all'opera di Tolkien: l'Omaggio a J.R.R. Tolkien. Fantasia e tradizione, dello storico e antropologo romano Mario Polia. La sua produzione è andata progressivamente crescendo e oggipubblica mediamente 25 titoli all'anno, per un totale di circa 650 titoli complessivi (dato aggiornato al settembre 2020).

## Il catalogo
Il catalogo della casa editrice è articolato in diverse collane, tra cui "Homo Absconditus" (dedicata alla spiritualità), "La bottega di Eraclito" (che pubblica testi filosofici e politologici), "Fantàsia" (saggi e opere di genere fantastico), "Gli Archi" (storia e cultura storica). Tra gli autori de Il Cerchio figurano, tra gli altri, i nomi di Francesco Mario Agnoli, Maurizio Blondet, Franco Cardini, Gianfranco De Turris, Julius Evola, Gilberto Oneto, Giuseppe Sermonti, Marcello Veneziani, Vincenzo Di Michele, Giuseppe Cascarino. Ha tradotto in lingua italiana tutte le grandi opere sulla Scherma storica italiana, dal Flos Duellatorum di Fiore dei Liberi, a Filippo Vadi, da Antonio Manciolino, a Francesco Altoni, a trattati anonimi rinascimentali sull'arte della spada. La serie i "Cantieri culturali", è dedicata alla riscoperta di autori dimenticati, come Carlo Alianello, Attilio Mordini e Giuseppe Tucci. Infine, Il Cerchio ha edito in italiano la Storia dell'Esercito Romano di Giuseppe Cascarino, in 5 volumi illustrati.